# Cotyledon pendens
Cotyledon pendens là một loài thực vật có hoa trong họ Crassulaceae. Loài này được van Jaarsv. mô tả khoa học đầu tiên năm 2003.